# Lestes nigriceps
Lestes nigriceps – gatunek ważki z rodziny pałątkowatych (Lestidae).